# Zaira (Mercadante)
Zaira è un'opera in due atti di Saverio Mercadante, su libretto di Felice Romani. La prima rappresentazione ebbe luogo al Teatro San Carlo di Napoli il 31 agosto 1831 e l'opera ebbe «piuttosto buona accoglienza».
Gli interpreti della prima rappresentazione furono:
| Personaggio | Interprete                 |
| ----------- | -------------------------- |
| Orosmane    | Antonio Tamburini          |
| Lusignano   | Giuseppe Fioravanti        |
| Zaira       | Giuseppina Ronzi de Begnis |
| Nerestano   | Lorenzo Bonfigli           |
| Corasmino   | Giuseppe Lombardi          |
| Fatima      | Virginia Eden              |
| Castiglione | Lorenzo Bonfigli           |
| Meledor     | Giovanni Revalden          |

Il direttore era Nicola Festa. La scenografia era di Leopoldo Galluzzi e Nicola Pellandi.
Il libretto è lo stesso utilizzato per la Zaira di Vincenzo Bellini del 1829, con variazioni per adattarlo alla compagnia.

## Trama
La scena è in Gerusalemme.

## Struttura musicale
- Sinfonia

### Atto I
- N. 1 - Introduzione e Cavatina di Orosmane Ecco di gioia il dì - Liete voci! Bei voti! V'intendo (Coro, Orosmane,
- N. 2 - Duetto fra Orosmane e Nerestano V'ha riscatto per Zaira?
- N. 3 - Coro e Cavatina di Zaira Là de' felici, nel bel soggiorno - Sparì dagli occhi il pianto
- N. 4 - Duettino fra Orosmane e Zaira D'immenso amore io t'amo
- N. 5 - Coro Chi ci toglie a' ceppi nostri? (Coro, Nerestano, Castiglione)
- N. 6 - Terzetto fra Lusignano, Zaira e Nerestano Cari oggetti, in seno a voi (Lusignano, Zaira, Nerestano, Meledor, Coro)
- N. 7 - Duetto fra Nerestano e Zaira e Finale I Oh qual vibrasti orribile (Nerestano, Zaira, Coro, Orosmane, Corasmino)

### Atto II
- N. 8 - Duetto fra Orosmane e Zaira Io troverò nell'Asia
- N. 9 - Aria di Orosmane Che barbaro strazio! (Orosmane, Coro)
- N. 10 - Aria di Zaira Che non tentai, per vincere (Zaira, Fatima, Coro)
- N. 11 - Finale II Reggi i miei passi (Zaira, Orosmane, Corasmino, Nerestano, Fatima, Coro)

## Discografia
- Alastair Miles (Orosmane), Majella Cullagh (Zaira), Bruce Ford (Nerestano), Gary Magee (Lusignano), Colin Lee (Corasmino), Claire Wild (Fatima), David Parry (direttore), Philharmonia Orchestra, Geoffrey Mitchell Choir, Opera Rara ORR 224, 1CD, 2003 (solo alcuni brani)[5]